# Andrej Kowaczew
Andrej Andreew Kowaczew, bułg. Андрей Андреев Ковачев (ur. 13 grudnia 1967 w Sofii) – bułgarski polityk, poseł do Parlamentu Europejskiego VII, VIII, IX i X kadencji.

## Życiorys
Ukończył studia biologiczne, a następnie uzyskał doktorat z dziedziny nauk przyrodniczych na Uniwersytecie Kraju Saary. Od 1995 do 1998 pracował na tej uczelni, później odbył staż w Parlamencie Europejskim. Zajmował stanowiska kierownicze w spółkach prawa handlowego. Pełnił obowiązki dyrektora generalnego holenderskiego wydawnictwa Elsevier na Europę Środkową i Wschodnią.
Od 2007 zaangażowany w działalność partii Obywatele na rzecz Europejskiego Rozwoju Bułgarii (GERB), zajmował się polityką zagraniczną oraz sprawami europejskimi, będąc zastępcą przewodniczącego odpowiedniej komisji eksperckiej. W 2009 kandydował w wyborach europejskich. Mandat objął w sierpniu tego samego roku, gdy Rumjana Żelewa została powołana w skład rządu. W 2014, 2019 i 2024 z powodzeniem ubiegał się o europarlamentarną reelekcję.